# Fénery
Fénery ist eine französische Gemeinde mit 291 Einwohnern (Stand: 1. Januar 2022) im Département Deux-Sèvres in der Region Nouvelle-Aquitaine. Die Gemeinde gehört zum Arrondissement Parthenay und zum Kanton Parthenay.

## Geografie
Die Gemeinde liegt etwa neun Kilometer nordwestlich von Parthenay in der Gâtine. An der nordwestlichen Gemeindegrenze entspringt der Cébron. Umgeben wird Fénery von den Nachbargemeinden Saint-Germain-de-Longue-Chaume im Norden, Adilly im Osten und Nordosten, Saint-Aubin-le-Cloud im Süden, Pougne-Hérisson im Westen und Südwesten sowie Clessé im Westen und Nordwesten.

## Bevölkerungsentwicklung
| Jahr      | 1962 | 1968 | 1975 | 1982 | 1990 | 1999 | 2006 | 2012 |
| Einwohner | 443  | 424  | 378  | 366  | 353  | 325  | 321  | 301  |

## Sehenswürdigkeiten
- Kirche Saint-Benoît aus dem 15. Jahrhundert
- Schloss La Brouardière aus dem Jahre 1870 mit einer neogotischen Kapelle aus dem 19. Jahrhundert
- Wehrhaus von Longeville aus dem 15. Jahrhundert